# اووانی، آئوموری
اووانی، آئوموری (به لاتین: Ōwani, Aomori) یک منطقهٔ مسکونی در ژاپن است که در Minamitsugaru District واقع شده‌است. اووانی ۱۶۳٫۴۳ کیلومترمربع مساحت و ۹٬۷۴۶ نفر جمعیت دارد.

## خواهرخوانده
شهر نووی، میشیگان خواهرخواندهٔ اووانی، آئوموری هست.